# Tomoki Imai
Tomoki Imai (今井 智基 Imai Tomoki?), född 29 november 1990 i Tokyo prefektur, är en japansk fotbollsspelare.
Imai började sin karriär 2013 i Omiya Ardija. Han spelade 58 ligamatcher för klubben. Efter Omiya Ardija spelade han för Kashiwa Reysol och Matsumoto Yamaga FC.